# بادام زمینی‌ها

اولین داستان مصور در ۲ اکتبر ۱۹۵۰.

آخرین داستان مصور یکشنبه بادام زمینی‌ها که در ۱۳ فوریه سال ۲۰۰۰، یک روز پس از مرگ چارلز شولتس منتشر شد.

چارلی براون، ستاره اصلی بادام زمینی‌ها.

فیلم بادام زمینی با شخصیت‌های اصلی داستان مصور

جلد اول کتاب بادام زمینی‌های کامل

بادام زمینی‌ها یا پیناتز (انگلیسی: Peanuts) یک داستان مصور آمریکایی است که هر روز هفته حتی یکشنبه‌ها چاپ و منتشر می‌شد و چارلز شولتس آن را می‌نوشت و تصویرسازی می‌کرد. این داستان مصور تقریباً به مدت نیم قرن از ۲ اکتبر سال ۱۹۵۰ تا ۱۳ فوریه ۲۰۰۰ منتشر می‌شد و پس از آن نیز بازنشر شده‌است. این کمیک استریپ با ۱۷٬۸۹۷ شماره منتشر شده از پرهوادارترین و پرنفوذترین‌ها در تاریخ داستان مصور به شمار می‌رود و می‌توان آن را طولانی‌ترین داستان مصوری دانست که تا کنون «توسط یک انسان» خلق شده‌است. داستان مصور بادام زمینی‌ها در اوج محبوبیت خود در اواسط تا اواخر دهه ۱۹۶۰ در بیش از ۲۶۰۰ روزنامه با خوانندگانی در حدود ۳۵۵ میلیون نفر در ۷۵ کشور جهان و به ۲۱ زبان منتشر می‌شد. این داستان مصور به همراه داستان مصور دیگری برای خالق آن شولتز بیش از ۱ میلیارد دلار درآمد داشته‌است. چاپ این داستان مصور هنوز هم بروز شده در تقریباً در تمام روزنامه‌های ایالات متحده منتشر می‌شود.

این داستان مصور به‌طور کامل به حلقه اجتماعی جمعی از کودکان تمرکز دارد که بزرگسالان هرچند وجود دارند اما به ندرت دیده یا شنیده می‌شوند. شخصیت اصلی چارلی براون تودار، عصبی و فاقد اعتماد به نفس است. او قادر نیست بادبادک‌ها را به پرواز درآورد، در بازی بیسبال برنده شود یا توپ فوتبال را شوت کند و توسط دوست پرخاشگرش، لوسی کنترل می‌شود که همیشه در آخرین لحظه او را از کاری بازمی‌دارد.
بادام زمینی‌ها یکی از ادبی‌ترین داستان مصورها با لایه‌های فلسفی روانشناختی و جامعه شناختی است که در دهه ۱۹۵۰ رونق گرفت. این داستان مصور (دست‌کم در اوج خود در دهه ۶۰ میلادی) از لحاظ روانشناختی پیچیده با گروهی از تعاملات شخصیت‌ها و روابط آن‌ها است.
بادام زمینی‌ها با توجه به برنامه‌های ویژه تلویزیونی مختلف موفقیت‌های قابل توجهی به دست آورده از جمله برنده جوایز کریسمس چارلی براون و کدو تنبل بزرگ چارلی براون یا نامزد جایزه امی شده‌است. بادام زمینی‌ها ویژه تعطیلات همچنان محبوب باقی مانده و در حال حاضر در حال پخش در شرکت پخش رسانه‌ای آمریکا (ABC) در فصل مربوطه است. از بادام زمینی‌ها تئاتر و نمایش موزیکال هم به‌صحنه رفته‌است.